# Lorenzo Piani
Lorenzo Piani, pseudonimo di Lorenzo Piattoni (Giulianova, 27 settembre 1955 – Rimini, 14 agosto 2016), è stato un cantautore italiano.

## Biografia

### Esordi
Completa gli studi di pianoforte classico al Conservatorio Gioacchino Rossini di Pesaro, pubblica per la EMI Italiana il singolo Dolce Annie/Andrea un amico. Prende parte a concerti in varie parti del globo, una delle più importanti performance è quella alla Corte di Amman per Re Hussein di Giordania.
Rientra in Italia nel 1983 e svolge l'attività di compositore realizzando musiche per Rai 2 compone brani per eventi sportivi su richiesta dal direttore di rete Beppe Berti. Partecipa alle trasmissioni Tandem e Vediamoci sul due curate da Ezio Zefferi e presentate da Rita dalla Chiesa e da Fabrizio Frizzi. Nello stesso periodo scrive l'inno Forza Rimini per la squadra di calcio della città in cui vive.

### Anni novanta
Nella primavera del 1990 pubblica il suo primo album Sognatori erranti su etichetta NAR distribuito da Dischi Ricordi; lavorano a questo progetto musicisti quali: Michele Santoro, che ne ha curato gli arrangiamenti, Dino D'Autorio, Mark Harris e altri. 
Dall'album vengono realizzati anche due videoclip, fra cui Blu Notte, realizzato sul litorale romano, regia di Paolo Logli e sceneggiatura di Ludovico Di Meo.
Per sette anni Lorenzo Piani si trasferisce in Scandinavia dove si esibisce in molti club; in questo periodo realizza anche un singolo in lingua danese dal titolo Hvor sød du var.
Nel 1995 pubblica per RTI Music il singolo Il treno che contiene 5 versioni oltre alla versione principale arrangiata da Mario Flores, altre due arrangiate da Massimo Carpani e una da Enzo Persueder. 
Nel 1996 pubblica per RTI Music l'album Vivo Feelings, il cui brano di punta è Vivo, adattamento con testo scritto in italiano di Lorenzo Piani del successo internazionale Feelings di Morris Albert.
Nel 1998 viene ripubblicato l'album Vivo feelings in una nuova versione da S4-SonyMusic per il mercato del nord Europa.

### Anni duemila
Nel 2000 Piani diventa direttore artistico del progetto di talent scout prodotto da Snd Music, Ballabellaradiofestival Nel 2006 crea l'evento Il battello della musica: l'evento, collaterale al Festival della Canzone Italiana, si svolge a Porto Vecchio di Sanremo, vi partecipano cantautori, band e solisti di valore. 
Nella primavera dello stesso anno pubblica in DVD Un salto e volo, un lungometraggio animato in musica.
Nel 2008 esce l'album Sorpresi dal vento con la collaborazione di BrianAuger, mitico musicista inglese, noto in tutto il mondo come un virtuoso dell'organo Hammond. 
Nel 2011 esce il suo quinto album dal titolo La filosofia del CAM. Questo progetto è dedicato al mood di una vita da vivere in semplicità, allineandosi con i ritmi naturali. Uno dei brani più utilizzati nell'estate di quell'anno è stato Ragazza Svedese.
Nel 2013 esce 10 Ten, in questo album Lorenzo Piani canta con alcune giovani artiste europee come María_Villalón, Madrid, nel brano MUDAR, nel quale duettano in spagnolo e italiano,
Stephanie, enfant prodige austriaca, che ha vinto il talent Xfactor nel suo paese e nel disco di Lorenzo duetta in italiano nella canzone Grande Amore, mentre con Nirah, giovane che si è distinta in diverse produzioni dance, canta il brano The Soul, nello stesso album la traccia n.10 che dà il titolo all'intero progetto è dedicata a quello che secondo la cabala è ritenuto il Numero Perfetto.
Nel 2015 viene pubblicata una selezione di brani originali in versione strumentale, un easy listening fresco e rilassante dal titolo Shades of Music
Nel 2016 iniziano i lavori del progetto Pop In Classic, e nello stesso periodo esce un nuovo album di brani strumentali dal titolo Sensations.
Nell'ottobre dello stesso anno (2016) viene pubblicato il primo singolo di Pop In Classic dal titolo Senza un Sorriso  con la partecipazione del noto soprano siciliano Desirée Rancatore. Il brano ottiene subito un importante riscontro da parte del pubblico internazionale e della critica.
Nel 2018, viene pubblicato postumo, dalla sua casa discografica Sndmuusic, l'album del progetto di Pop in Classic dal titolo Infinito. 
Pop in classic è un innovativo progetto musicale artistico, nato da Lorenzo Piani, musicista, compositore e autore dei brani del progetto. Pop in classic è una contaminazione musicale, i brani provengono da una serie pop e sviluppano un classico contrappunto. La voce del soprano Desirée Rancatore è legata alla voce del cantante e pianista Lorenzo Piani. Il tema prende vita con le armonie tipiche della musica classica. I due artisti esprimono un’intelligente simbiosi. I testi sono strutturati con un libretto, appositamente scritto e pensato, così come nella tradizione dell’opera italiana. Desirée Rancatore è una delle più grandi rappresentanti dell’opera internazionale. Interpreta le canzoni con un virtuosismo della canzone, basato su un predominio assoluto di coloratura e sovratoni, che enfatizza la melodia con tratti audaci e definiti.

## Discografia

### Album
- 1990 – Sognatori erranti
- 1998 – Vivo
- 2008 – Sorpresi dal vento
- 2011 – La filosofia del CAM
- 2013 – 10 Ten
- 2015 – Shades of Music (Music for a Nice Trip)
- 2016 – SensationS
- 2018 – Infinito (con Désirée Rancatore)

### Singoli
- 1983 – Dolce Annie/Andrea un amico
- 1992 – Hvor sød du var
- 1995 – Il treno
- 2015 – Senza un sorriso

## Videografia
- 2006 – Un salto e volo